# Campeonato Mundial de Atletismo em Pista Coberta de 2008 - Salto triplo masculino
A competição do salto triplo masculino do Campeonato Mundial de Atletismo em Pista Coberta de 2008, foi disputado no Palácio-Velódromo Luis Puig, em Valência.

## Medalhistas
| Ouro                 | Prata                    | Bronze             |
| Phillips Idowu (GBR) | Arnie David Giralt (CUB) | Nelson Évora (POR) |

## Resultados

### Eliminatória
Qualificação: 16,95 m (Q) ou os 8 melhores qualificados (q).
| Colocação | Atleta             | Nacionalidade  | Distância | Notas | Provas | Provas | Provas |
| Colocação | Atleta             | Nacionalidade  | Distância | Notas | 1      | 2      | 3      |
| --------- | ------------------ | -------------- | --------- | ----- | ------ | ------ | ------ |
| 1         | Arnie David Giralt | Cuba           | 17.20 SB  | Q     | 17.20  |        |        |
| 2         | Aarik Wilson       | Estados Unidos | 17.17 SB  | Q     | 16.74  | 17.13  |        |
| 3         | Dmitrij Valukevic  | Eslováquia     | 17.13 SB  | Q     | 17.13  |        |        |
| 4         | Phillips Idowu     | Reino Unido    | 17.05     | Q     | 16.86  | 17.05  |        |
| 5         | Fabrizio Donato    | Itália         | 16.96     | Q     | 16.96  |        |        |
| 6         | Osniel Tosca       | Cuba           | 16.93     | q     | 16.82  | 16.93  | 16.93  |
| 7         | Nelson Évora       | Portugal       | 16.93     | q     | 16.93  | 16.73  | X      |
| 8         | Danil Burkenya     | Rússia         | 16.83     | q     | 16.83  | 15.20  | 16.40  |
| 9         | Randy Lewis        | Granada        | 16.77     |       | 15.46  | X      | 16.77  |
| 10        | Andrés Capellán    | Espanha        | 16.67 PB  |       | X      | X      | 16.67  |
| 11        | Kenta Bell         | Estados Unidos | 16.66     |       | 16.17  | 16.37  | 16.66  |
| 12        | Leevan Sands       | Bahamas        | 16.31     |       | 15.76  | 16.31  | 16.24  |
| 13        | Gu Junjie          | China          | 16.25     |       | 16.21  | 16.08  | 16.25  |
| 14        | Evgeniy Plotnir    | Rússia         | 16.21     |       | 16.21  | X      | 16.20  |
| 15        | Xhong Minwei       | China          | 15.88 SB  |       | 15.74  | 15.88  | X      |

### Final
| Colocação         | Atletas            | Nacionalidade  | Distância | Provas | Provas | Provas | Provas | Provas | Provas |
| Colocação         | Atletas            | Nacionalidade  | Distância | 1      | 2      | 3      | 4      | 5      | 6      |
| ----------------- | ------------------ | -------------- | --------- | ------ | ------ | ------ | ------ | ------ | ------ |
| Medalha de ouro   | Phillips Idowu     | Reino Unido    | 17.75 WL  | 17.10  | 17.75  | 17.56  | 17.45  | -      | X      |
| Medalha de prata  | Arnie David Giralt | Cuba           | 17.47 PB  | 17.43  | 17.47  | X      | 16.97  | -      | X      |
| Medalha de bronze | Nelson Évora       | Portugal       | 17.27     | X      | 17.26  | 17.27  | 17.26  | 16.76  | X      |
| 4                 | Fabrizio Donato    | Itália         | 17.27 SB  | X      | 17.10  | X      | 17.27  | X      | X      |
| 5                 | Dmitrij Valukevic  | Eslováquia     | 17.14 SB  | 16.88  | X      | X      | 17.14  | X      | X      |
| 6                 | Osniel Tosca       | Cuba           | 17.13 SB  | 17.06  | 17.13  | X      | 16.84  | 17.04  | 16.62  |
| 7                 | Aarik Wilson       | Estados Unidos | 16.88     | X      | 16.88  | X      | X      | 16.41  | 16.87  |
| 8                 | Danil Burkenya     | Rússia         | 16.84     | 16.84  | 15.30  | 16.35  | X      | 16.31  | 15.62  |

Legenda
| Recorde mundial       | Recorde mundial (World record)               |                       | Recorde africano                      | Recorde africano (African) |                                           | Q | Classificado por posição (Qualified) |
| Recorde do campeonato | Recorde do campeonato (Championship record)  | Recorde da América    | Recorde da América (Americas)         | q                          | Classificado por melhor tempo (Qualified) |   |                                      |
| Melhor marca do ano   | Melhor marca do ano (World leading)          | Recorde asiático      | Recorde asiático (Asian)              | DNS                        | Não largou (Did not start)                |   |                                      |
| Recorde nacional      | Recorde nacional (National record)           | Recorde europeu       | Recorde europeu (European)            | DNF                        | Não terminou (Did not finish)             |   |                                      |
| Recorde pessoal       | Recorde pessoal do atleta (Personal best)    | Recorde da Oceania    | Recorde da Oceania (Oceania)          | DSQ / DQ                   | Desclassificado (Disqualified)            |   |                                      |
| Recorde da temporada  | Recorde da temporada do atleta (Season best) | Recorde sul-americano | Recorde sul-americano (South America) | NM                         | Sem marca (No mark)                       |   |                                      |